# Manolita Piña
Pour les articles homonymes, voir Piña (homonymie).
Manolita Piña Rubies, née le 24 février 1883 et morte le 11 juin 1994, est l'épouse espagnole de Joaquín Torres García. Elle est connue sous le nom de « Doña Manolita » en Uruguay. Elle est considérée comme la compagne inséparable de Torres García l'accompagnant à des conférences, des expositions et soutenant toutes ses activités artistiques. Elle est la fondatrice du musée Museo Torres García à Montevideo.

## Biographie
Manolita Piña Torres est née à Barcelone (Espagne) le 24 février 1883 et décédée à Montevideo le 11 juin 1994. Elle est éduquée de manière classique par ses riches parents et elle  joue du piano dans ses dernières années.
Elle épouse Joaquín Torres García le 20 août 1908 à Barcelone. Elle et son mari ont vécu en Europe, à New York et à Montevideo en 1934. 
Les œuvres de Manolita Piña Torres et de son mari ont été rassemblées par Emilio Ellena. Il décrit l'art de Piña comme créatif et beau, mais elle a cessé de peindre après son mariage.  Manolita Piña Torres déclare qu'elle a arrêté de peindre pour ne pas devenir une meilleure peintre que son mari ni perturber son travail, ce qui aurait été une honte pour leur famille à son époque et dans sa culture. Elle a estimé que même si elle avait cessé de peindre elle-même, son opinion sur l'art était toujours la bienvenue. Elle a pu continuer à exercer son art, avec une gravure sur bois de qualité supérieure insérée dans un livre, Notes sur l'art de Torres Garcia (1913).
Elle affirme que la politique était l'une des rares choses pour lesquelles elle s'est disputée avec son mari. Elle était connue pour aider les artistes qui souffraient de persécution politique. Deux de ses petits-enfants ont été emprisonnés et exilés et sa maison a été fouillée. Manolita Piña Torres a également refusé de rentrer à Barcelone à cause des crimes contre l'art commis dans le pays, tels que la destruction de fresques.

## Héritage
En 1951, Manolita Piña Torres a créé à Montevideo un groupe appelé MAOTIMA (des noms des participantes, Manolita, Otilia, Iphigenia et Maria Angelica) et qui était dédié au travail sur des tapisseries brodées.  
Manolita Piňa Torres était une collectionneuse infatigable du travail de son mari et a par la suite contribué à promouvoir une grande partie de son art, auparavant invisible. Elle a également inventorié son travail, une liste de plus de 350 œuvres d'art. Manolita Piña Torres a estimé qu'après le décès de son mari, elle devait préserver son héritage. À l'âge de 106 ans , elle a créé un musée consacré à son art,. Elle a créé la fondation pour soutenir le musée Torres Garcia et a contribué l'ouverture du musée qui a été inauguré le 29 juillet 1953.  Le musée a traversé une longue et difficile histoire jusqu'à la stabilisation du gouvernement de l'Uruguay et à son inauguration sous sa forme actuelle en 1986. Piña Torres s'est investie avec force et enthousiasme dans la création du musée. En plus de créer la fondation et le musée, elle a également mis en place des archives pour documenter le travail de son mari. Elle a souvent été un sujet de portrait pour son mari et d'autres peintres, y compris l'artiste, Rafael Barradas.
Elle a été honorée en 2000 par la Fondation du Centre Culturel, Caixa Terrassa.